# تشارلز مكدونالد (سياسي كندي)
تشارلز مكدونالد (بالإنجليزية: Charles McDonald)‏ هو سياسي كندي، ولد في 1867، وتوفي في 6 أكتوبر 1936 في فانكوفر في كندا. حزبياً، نشط في الحزب الليبرالي الكندي. وقد انتخب عضو المجلس التشريعي من ساسكاتشوان وانتخب عضو مجلس الشيوخ الكندي وانتخب عضو مجلس العموم الكندي.